# زیردریایی یو-۳۳۶
زیردریایی یو-۳۳۶ (به انگلیسی: German submarine U-336) یک زیردریایی بود که طول آن ۶۷٫۱ متر (۲۲۰ فوت ۲ اینچ) بود. این زیردریایی در سال ۱۹۴۲ ساخته شد.